# TIS (航空機)
ポリカールポフ TIS
TIS "A"
- 用途：重戦闘機
- 設計者：ミハイル・ヤンゲリ
- 製造者：ポリカールポフ設計局
- 運用者：ソ連空軍
- 初飛行：1941年9月
- 生産数：2機
- 運用状況：試作のみ

ポリカールポフ TIS （Polkarpov 
TIS ロシア語: Тяжелый Истребитель Сопровождения ТИС）は、1940年代初めに設計された重武装を備えたソビエト連邦の重戦闘機である。予定していたエンジンの信頼性が低すぎて生産に入ることができず、エンジンの製造者が問題を解決する資源に欠けていたことから僅か2機の試作機が製造されただけであった。自身の名前を冠した設計局の筆頭技師であったニコライ・ポリカールポフの死後の1944年9月に試作2号機が墜落すると計画は放棄された。

## 設計と開発
1938年9月にポリカールポフ設計局は重武装の護衛戦闘機（Tyazholyy Istrebitel' Soprovozhdeniya）の提案を求める最初の要求を受け取ったが、I-180とSPBの試作機の作業に追われて1940年第3四半期まで設計作業にはこれといった進展は無かった。ミハイル・ヤンゲリが主任技師に任命されたが、護衛戦闘機から迎撃戦闘機、急降下爆撃機、最後には偵察機というこの機体の役割の度重なる変更がヤンゲリの仕事を困難なものとした。
内部名称「航空機 "A"」または「TIS "A"」と名付けられた試作機はミクーリン AM-37双発の双尾翼式で全金属製の片持ち式低翼単葉機であった。モノコックの胴体には各銃装弾数1,000発の7.62 mm (0.300 in) ShKAS機関銃を機首に4丁装備していた。操縦士と銃手/無線士はスライド式キャノピーの下で防弾板を挟んで背中合わせに座っていた。銃手はキャノピーを前方にずらせば胴体背面のTSS-1銃架に装備された装弾数750発のShKAS機関銃を操作することができた。また床のハッチを開けて跪けば床板装甲板の下に装備する胴体下面の装弾数500発のShKAS機関銃を射撃することができた。装弾数400発の12.7 mm (0.50 in) UBK機関銃 と装弾数350発の20 mm (0.79 in) ShVAK機関砲の各々1門が左右の主翼の付け根に装備されていた。主翼下面には各1発の500 kg (1,100 lb)のFAB-500爆弾を懸架可能なラックが付いていた。主翼には自動前縁スラットとエンジンナセルに分断される形で片翼に2つ計4つのスプリット・フラップを備えていた。 降着装置はシングルタイヤの主脚がエンジンナセル後部に、尾輪は胴体内に引き込まれた。
'A'の試作機は1941年9月に初飛行を行い、高度5,800 m (19,000 ft)で最高速度555 km/h (345 mph)に達した。この機体は方向安定性の欠如に悩まされ、エンジンは信頼性に欠けると共に高度5,000 m (16,000 ft)以上では振動を発生した。第51工廠は9月の終わりに垂直尾翼の面積を増すことで安定性の問題を解決しようとしたが上手くいかず、10月の飛行試験はLII（ロシア語: Лётно-исследовательский институт—飛行試験研究所）が疎開してきていたノヴォシビルスクで続けられた。安定性の問題は1942年3月になってようやく解決したが、エンジンの方は相変わらず信頼性に欠けたままであった。
1942年の夏にはミクーリン設計局はAM-37の問題を解決する資源に欠けていることが明らかとなり、TISには新しいエンジンが必要となった。しかしポリカールポフ設計局の資源は完全にI-185やITPの開発へ振り向けられており、TISの開発は棚上げとされた。作業の再開はI-185 の計画がキャンセルされた後の1943年の後半になってからで、新しいエンジンにはミクーリン AM-39が選ばれた。設計局内で"MA"と呼ばれた完全に武装が刷新された新しい試作機が製作された。機首のShKAS機関銃は2門のShVAK機関砲に、背面のShKAS機関銃はVUB-1銃架に装備されたUBT機関銃に換装される一方で胴体下面の機関銃は完全に取り払われた。主翼付け根の武装は2門の37 mm (1.5 in) Shpitalny Sh-37機関砲か45 mm (1.8 in) 111P機関砲に替えられた。予定していたAM-39エンジンが入手できなかったことから暫定的にミクーリン AM-38Fが搭載され、ラジエータはエンジンナセルから主翼内に移設された。ラジエータ用の冷却気は主翼の前縁から吸入され、主翼下面から排出された。

## 運用の歴史
"MA"の飛行試験は1944年6月から9月まで行われ、全般的に期待された性能を発揮した。エンジンは低空用に最適化されており、この機体は最高速度535 km/h (332 mph)と実用上昇限度6,600メートル (21,700 ft)にしか達しなかったが、初期上昇率は13.5 m/s (44 ft/s)であった。試験飛行を基にするとAM-39エンジンを搭載した場合には高度7,150 m (23,460 ft)で最高速度650 km/h (400 mph)、高度5,000メートル (16,404 ft)まで6.4分という性能が達成可能であると考えられた。6月29日のブレーキ故障で損傷した"MA"の修理には1か月がかかったが、9月16日の降着装置の不具合による不時着はTIS開発計画の終焉の予兆であった。7月終わりにポリカールポフが死去した後に設計局は閉鎖され、TISを推すものは誰もいなくなった。

## 要目 (TIS (A))
出典: Gunston, The Osprey Encyclopedia of Russian Aircraft 1875-1995
諸元
- 乗員: 2
- 全長: 11.7 m
- 全高: 4.35 m [7]
- 翼幅: 15.5 m
- 翼面積: 34.8 m2
- 翼型: NACA-230
- 空虚重量: 5,800 kg
- 運用時重量: 7,840 kg
- 動力: ミクーリン AM-37 、1,044 kW （1,400 hp）   × 2
- Fuel capacity: 2,430 l (530 imp gal; 640 US gal)

性能
- 最大速度: 555 km/h （300 kt） 345 mph
- 航続距離: 1,720 km （929 海里） 1,069 miles
- 実用上昇限度: 10,250 m （33,629 ft）
- * 上昇時間: 5,000 m (16,404 ft) まで7.3分

武装
- 固定武装: 

  - 2 × 20 mm ShVAK機関砲（主翼付け根）
  - 2 × 12.7 mm UBK機関銃s（主翼付け根）
  - 4 × 7.62 mm ShKAS機関銃（機首）
  - 2 × 7.62 mm ShKAS機関銃（可動式）
- 爆弾: 最大 1,000 kg (2,200 lb)